# Monty Burns' Fleeing Circus
«Monty Burns' Fleeing Circus» (укр. «Цирк Монті Бернса») — прем'єрна серія двадцять восьмого сезону мультсеріалу «Сімпсони», прем'єра якої відбулась 25 вересня 2016 року у США на телеканалі «Fox».

## Сюжет
Мешканці Спрінґфілда виявляють, що статуя «Жирного Леда» (англ. Lard Lad) зникла. Поліція не може нічого зробити, і компанія «Lard Lad» зі своїм китайським партнером створюють нову статую у стилі хай-тек. Однак, пончик своєю відбиваючою поверхнею фокусує сонячні промені, спалюючи місто. Мер Квімбі закликає людей все відновити, але і через півроку місто залишається в руїнах.
Сімпсони просять про допомогу у містера Бернса, пропонуючи почати з малого, наприклад, з відновлення міського театру. Бернс згадує свій виступ в театрі в дитинстві і погоджується з умовою, що він поставить шоу на сцені Спрінґфілда.
Тим часом Гомер влаштовує вечірки на атомній станції, поки боса немає. Мардж нагадує йому, що він — інспектор з безпеки, після чого Гомер намагається зупинити колег. Однак, через попкорн, який готували в реакторі, починається незапланований салют.
Бернс особисто проводить кастинг і шукає таланти в початковій школі Спрінґфілда, де запрошує Лісу Сімпсон стати його особистою помічницею. Ліса мимоволі засмучує Бернса, через що у нього загострюються хворобливі спогади про події у 1913 році, і він хоче скасувати шоу.
Згодом, Ліса навідує Бернса вдома, і, розповівши свою історію, старий все ж вирішує довершити розпочате. В результаті, під час вечірнього шоу на сцені повторюється дитячий конфуз Бернса. Він знову злиться на Лісу, але врешті-решт прощає.
У фінальній сцені Ліса запитує Гомера чому у Сімпсонів все завжди погано, і він відповідає, що це через прокляття їх предків, які не дозволили Йосипу і Марії зупинитися у них вдома на Різдво Ісуса.

## Цікаві факти
- У серії згадується гольфіст Арнолд Палмер і його однойменний коктейль. За збігом обставин, Палмер помер у віці 87 років у той же день, коли серія вийшла в ефір[1].
- Під час конференції «TED» 2020 року шоуранер Ел Джін назвав Емі Шумер найменш улюбленою запрошеною зіркою[2].

## Ставлення критиків і глядачів
Під час прем'єри серію переглянули 3.36 млн осіб з рейтингом 1.6, що зробило її найпопулярнішим шоу на каналі «Fox» тієї ночі.
Денніс Перкінс з «The A.V. Club» дав серії оцінку C, сказавши:
|  | У комедії «Сімпсонів» є місце для сміливості, навіть жорстокості, якщо вона зароблена. «Monty Burns’ Fleeing Circus» носить свою легку жорстокість і лінь, як знак, що «це просто мультик». Однак, у кращому випадку, «Сімпсони» — набагато кращий мультик, ніж цей [їхній жанр анімації для дорослих]. |

Джессі Шедін з «IGN» дав епізоду 4,8 з 10, заявивши, що це — «погано», особливо, якщо порівнювати із прем'єрною серією попереднього сезону.
Натомість, Тоні Сокол з «Den of Geek» дав серії чотири з п'яти зірок, сказавши, що серія — «повноцінне естрадне шоу, подібних до яких я давно не бачив».
Згідно з голосуванням на сайті The NoHomers Club більшість фанатів оцінили серію на 3/5 із середньою оцінкою 2,48/5.